# دفور اسکواترز
دفور اسکواترز (به انگلیسی: The Four Squatters) یک کوه در کانادا است که در بریتیش کلمبیا واقع شده‌است. دفور اسکواترز ۳٬۰۷۲ متر بالاتر از سطح دریا واقع شده‌است.